# Feuerwehrgasse 25
Feuerwehrgasse 25 (Originaltitel Tüzoltó utca 25) ist ein Film von István Szabó aus dem Jahr 1973. Der Film wurde auf dem Locarno Film Festival 1974 mit dem Goldenen Leoparden ausgezeichnet.

## Inhalt
In Budapest soll ein großes, altes Mietshaus abgerissen werden.
In der Nacht vor dem Abbruch überkommen die Bewohner Erinnerungen an Menschen und Ereignisse, die sie in diesem Haus erlebt und überlebt haben. „Ein Strom der Assoziationen von Worten, Bildern und Gegenständen beginnt, Zeitebenen und Welten verschränken sich, aufblitzende Erinnerungsbilder und (Alb-)Träume werden zum Ort der Wiederbegegnung mit Verstorbenen, Fantomen, Konstruktionen und Ängsten“, es entfaltet sich ein verwirrendes Spiel zwischen verschiedenen Handlungs- und Realitätsebenen.

## Produktion und Veröffentlichung
Der Film wurde 1973 u. a. im Mafilm-Studio in Budapest gedreht und im DEFA-Studio synchronisiert.
Premiere in Ungarn war der 27. September 1973. 1974 wurde der Film auf den Festivals in Locarno und Chicago vorgestellt.

## Rezeption
Gregor Mayer von dpa nennt den Film ein „lyrisches Porträt der Bewohner eines baufälligen Budapester Mietshauses“.
Der ungarische Filmwissenschaftler Gabor Belencser zählt Feuerwehrgasse 25 zu denjenigen Filmen, die die Erfahrungen der Filmemacher mit den aktuellen gesellschaftlichen und politischen Entwicklungen in Ungarn seit den 1970er Jahren nicht mehr „unverhüllt“ im Kino erzählten, sie vielmehr in die Vergangenheit versetzten, d. h. in die Zeit der faschistischen und kommunistischen Diktatur.
Das Filmmotiv der neuen Wohnsiedlung diene dabei als Metapher. Szabó entwerfe in den Filmen seiner frühen Schaffensphase das Bild der Wohnsiedlung als „Monstrum, das zum Vergessen veruteilte Dinge unter sich begräbt“, oder positiver formuliert im Lexikon des Internationalen Films: „In kunstvoller, sehr intensiver Bildsprache lässt der Kult-Regisseur István Szabó durch die Figuren die Geschichte des 20. Jahrhunderts, die sie am eigenen Leib und in diesem Haus erlebt haben, wieder lebendig werden, um letztlich mit ihr abzuschließen und einen Neuanfang zu wagen – symbolisiert durch den schließlichen Auszug.“
Gerhard Midding zählt den Film zu Szabós „Generationsportraits“ und Allegorien auf die ungarische Identitätssuche.